# Reactor (Havok)
Reactor — физический движок, интегрированный в состав программы трёхмерного моделирования Autodesk 3ds Max и разработанный ирландской компанией Havok. «Reactor» является специальной версией движка реального времени «Havok Physics», разработанной специально для использования внутри 3ds Max.

## История
Впервые «Reactor» появился в 3ds Max 5-й версии. В следующей, 6-й версии 3ds Max «Reactor» был обновлён до второй версии. В 3ds Max 9 можно выбрать, на базе какой — третьей или первой версии движков «Havok» будет производиться расчёт. 
Начиная с 3ds Max 2012, которая вышла в апреле 2011 года, модуль «Reactor» был убран из программы, а его место занял «MassFX», основанный на физическом движке PhysX.

## Технологические характеристики
«Reactor» способен проводить расчёты на обнаружение столкновений и моделирование физического поведения для следующих классов тел: абсолютно твёрдое тело, деформируемое тело, ткань и верёвка, а также для тел, являющихся составными из данных четырёх. Кроме этого, «Reactor» способен моделировать взаимодействие данных четырёх классов тел с объёмами жидкости и настраивать некоторые параметры жидкости, такие как вязкость.
«Reactor» включает большое количество сил, которые могут воздействовать на физические объекты: гравитацию, ветер и механические воздействия. Кроме этого, присутствует определённый набор составных физических тел: пружина, мотор, разрушаемые объекты, «тряпичные куклы» и автомобили с настраиваемыми параметрами (корпус, оси, колёса).
«Reactor» содержит ограничители соединений, включая петлевые, шарнирные и поршневые соединения, призматические соединения, соединения оси с колесом и другие.

## Внешние ссылки
- Ted Boardman. 3ds max Effects: Reacting to Reactor (англ.) 3. Peachpit (27 декабря 2002). Дата обращения: 27 февраля 2011. Архивировано 12 мая 2012 года.
- dlg. 3ds Max & Havok >> Shockwave 3D, или Дёрни за веревочку! Render.ru (2006). Дата обращения: 27 февраля 2011.
- Aziz Khan. Colliding Objects Using Reactor in 3D Studio Max (англ.). republic of code. Дата обращения: 27 февраля 2011. Архивировано 12 мая 2012 года.
- Ashish Rastogi. Ragdoll and Reactor Water (англ.). freeitsolutions.com. Дата обращения: 27 февраля 2011.
- Aziz. Simulating A Running Fan Using Reactor (Motor) (англ.). freeitsolutions.com. Дата обращения: 27 февраля 2011.